# Рошолт, Джаред
Джа́ред Ро́шолт (англ. Jared Rosholt; 4 августа 1986, Сандпойнт) — американский боец смешанного стиля, представитель тяжёлой весовой категории. Выступает на профессиональном уровне начиная с 2011 года, известен по участию в турнирах таких бойцовских организаций как UFC, Legacy FC, Titan FC и др. Был претендентом на титул чемпиона Legacy FC в тяжёлом весе. Младший брат Джейка Рошолта, тоже известного бойца ММА.

## Биография
Джаред Рошолт родился 4 августа 1986 года в городе Сандпойнт, штат Айдахо. Учился в местной начальной школе, позже перебрался в Оклахому, где играл в футбол и занимался борьбой. В борьбе в 2005 году включался в символическую сборную США среди школьников, четырежды выигрывал чемпионат штата, дважды был финалистом национальных первенств. Во время обучения в Оклахомском государственном университете продолжал активно бороться, пойдя по стопам своего старшего брата Джейка. Выступая в первом дивизионе, Рошолт трижды получал статус всеамериканского спортсмена, всего на студенческом уровне одержал 125 побед и потерпел 27 поражений — по количеству побед это лучший результат за всю историю Оклахомского университета в тяжёлом весе и четвёртый результат среди всех весовых категорий. В 2008 году Рошолт занял четвёртое место в своём дивизионе на национальном уровне, в 2009 году был третьим, в 2010 году — вторым.
Обладая большими габаритами и высокой скоростью, Джаред Рошолт решил продолжить карьеру в смешанных единоборствах, как и его брат Джейк. Дебютировал в ММА среди профессионалов в феврале 2011 года, заставил своего соперника сдаться уже в первом раунде. Дрался преимущественно в местных оклахомских промоушенах Legacy FC, C3 Fights и др. Провёл один бой в организации Titan Fighting Championships, выйдя против Кёрка Гринлинтона на коротком уведомлении и победив его техническим нокаутом в первом раунде. В 2012 году удостоился права оспорить титул чемпиона Legacy FC в тяжёлой весовой категории, однако был нокаутирован Дерриком Льюисом в концовке второго раунда и потерпел тем самым первое в карьере поражение.
Имея в послужном списке восемь побед и только одно поражение, в 2013 году Рошолт привлёк к себе внимание крупнейшей американской организации Ultimate Fighting Championship и подписал с ней долгосрочное соглашение. Дебютировал здесь в рамках финального вечера восемнадцатого сезона бойцовского реалити-шоу The Ultimate Fighter в бою против такого же новичка Уолта Харриса — проиграл первый раунд, но в оставшихся двух сумел реабилитироваться и в итоге одержал победу единогласным решением судей. В январе 2014 года должен был драться с перешедшим в UFC ветераном Алексеем Олейником, но тот получил травму, и бой исключили из сетки турнира. Рошолт победил единогласным решением таких известных бойцов как Данель Омеляньчук и Соа Палелеи, после чего всё же встретился с восстановившимся от травмы Алексеем Олейником — Олейник использовал ударную технику, и уже в первом раунде в результате пропущенного удара Рошолт оказался в нокауте.
В 2015 году техническим нокаутом победил Джоша Коупленда, по решению судей взял верх над Тимоти Джонсоном и Стефаном Стрюве. В феврале 2016 года единогласным судейским решением потерпел поражение от соотечественника Роя Нельсона и вскоре был уволен из организации.
Покинув UFC, Джаред Рошолт подписал контракт с другим американским промоушеном World Series of Fighting.

## Статистика в профессиональном ММА
| Боёв 25  | Побед 18 | Поражений 7 |
| -------- | -------- | ----------- |
| Нокаутом | 4        | 5           |
| Сдачей   | 3        | 1           |
| Решением | 11       | 1           |

| Результат | Рекорд | Соперник          | Способ                    | Турнир                                                 | Дата            | Раунд | Время | Место                  | Примечание                                      |
| --------- | ------ | ----------------- | ------------------------- | ------------------------------------------------------ | --------------- | ----- | ----- | ---------------------- | ----------------------------------------------- |
| Победа    | 18-7   | Сатоси Исии       | Единогласное решение      | PFL 6                                                  | 8 августа 2019  | 3     | 5:00  | Атлантик-Сити, США     |                                                 |
| Поражение | 17-7   | Денис Гольцов     | TKO (удары руками)        | PFL 3                                                  | 6 июня 2019     | 1     | 2:03  | Юниондейл, США         |                                                 |
| Поражение | 17-6   | Филип Линс        | TKO (удары руками)        | PFL 8                                                  | 5 октября 2018  | 2     | 0:45  | Новый Орлеан, США      | Полуфинал плей-офф PFL в тяжёлом весе.          |
| Победа    | 17-5   | Келвин Тиллер     | Единогласное решение      | PFL 8                                                  | 5 октября 2018  | 2     | 5:00  | Новый Орлеан, США      | Четвертьфинал плей-офф PFL в тяжёлом весе.      |
| Поражение | 16-5   | Келвин Тиллер     | Сдача (гильотина)         | PFL 4                                                  | 19 июля 2018    | 2     | 0:54  | Юниондейл, США         |                                                 |
| Win       | 16-4   | Валдрин Истрефи   | Единогласное решение      | PFL 1                                                  | 7 июня 2018     | 3     | 5:00  | Нью-Йорк, США          |                                                 |
| Победа    | 15-4   | Ник Россборо      | Единогласное решение      | PFL 2: Everett                                         | 29 июля 2017    | 3     | 5:00  | Эверетт, США           |                                                 |
| Поражение | 14-4   | Кайо Аленкар      | KO (удары руками)         | WSOF 34                                                | 31 декабря 2016 | 1     | 1:17  | Нью-Йорк, США          |                                                 |
| Поражение | 14-3   | Рой Нельсон       | Единогласное решение      | UFC Fight Night: Hendricks vs. Thompson                | 6 февраля 2016  | 3     | 5:00  | Лас-Вегас, США         |                                                 |
| Победа    | 14-2   | Стефан Стрюве     | Единогласное решение      | UFC 193                                                | 15 ноября 2015  | 3     | 5:00  | Мельбурн, Австралия    |                                                 |
| Победа    | 13-2   | Тимоти Джонсон    | Единогласное решение      | UFC Fight Night: Teixeira vs. Saint Preux              | 8 августа 2015  | 3     | 5:00  | Нашвилл, США           |                                                 |
| Победа    | 12-2   | Джош Коупленд     | TKO (удары руками)        | UFC 185                                                | 14 марта 2015   | 3     | 3:12  | Даллас, США            |                                                 |
| Поражение | 11-2   | Алексей Олейник   | KO (удары руками)         | UFC Fight Night: Edgar vs. Swanson                     | 22 ноября 2014  | 1     | 3:21  | Остин, США             |                                                 |
| Победа    | 11-1   | Соа Палелеи       | Единогласное решение      | UFC Fight Night: Te Huna vs. Marquardt                 | 28 июня 2014    | 3     | 5:00  | Окленд, Новая Зеландия |                                                 |
| Победа    | 10-1   | Данель Омеляньчук | Единогласное решение      | UFC Fight Night: Nogueira vs. Nelson                   | 11 апреля 2014  | 3     | 5:00  | Абу-Даби, ОАЭ          |                                                 |
| Победа    | 9-1    | Уолт Харрис       | Единогласное решение      | The Ultimate Fighter: Team Rousey vs. Team Tate Finale | 30 ноября 2013  | 3     | 5:00  | Лас-Вегас, США         |                                                 |
| Победа    | 8-1    | Джейсон Уолрейвен | KO (удар рукой)           | C3 Fights: Summer Slamfest 2                           | 2 августа 2013  | 1     | 0:34  | Ньюкёрк, США           |                                                 |
| Победа    | 7-1    | Ричард Уайт       | TKO (удары руками)        | C3 Fights: Fighting For «Moore» Than Money             | 7 июня 2013     | 1     | 1:38  | Ньюкёрк, США           |                                                 |
| Победа    | 6-1    | Бобби Брентс      | Единогласное решение      | C3 Fights: Rock Em Sock Em Weekend                     | 27 апреля 2013  | 3     | 5:00  | Клинтон, США           |                                                 |
| Победа    | 5-1    | Ричард Одомс      | Единогласное решение      | Legacy FC 17                                           | 1 февраля 2013  | 3     | 5:00  | Сан-Антонио, США       |                                                 |
| Поражение | 4-1    | Деррик Льюис      | KO (удары руками)         | Legacy FC 13                                           | 17 августа 2012 | 2     | 4:41  | Даллас, США            | Бой за титул чемпиона Legacy FC в тяжёлом весе. |
| Победа    | 4-0    | Роберт Хейни      | Сдача (колени по корпусу) | C3 MMA Championship Fights                             | 4 июня 2011     | 1     | 1:56  | Кончо, США             |                                                 |
| Победа    | 3-0    | Кёрк Гринлинтон   | TKO (удары руками)        | Titan FC 18: Pulver vs. Davidson                       | 27 мая 2011     | 1     | 1:37  | Канзас-Сити, США       |                                                 |
| Победа    | 2-0    | Рэй Клэйтон       | Сдача (американа)         | Cowboy MMA: Caged Cowboys                              | 21 мая 2011     | 2     | 4:48  | Понка-Сити, США        |                                                 |
| Победа    | 1-0    | Ди Бёрчфилд       | Сдача (удары руками)      | Art of War Cage Fights                                 | 26 февраля 2011 | 1     | 1:17  | Понка-Сити, США        |                                                 |